# Lars Hernquist
Lars Hernquist (14 dicembre 1954) è un astrofisico teorico e professore di astrofisica presso il Center for Astrophysics Harvard & Smithsonian. È meglio conosciuto per la sua ricerca sui processi dinamici in cosmologia e formazione delle galassie.

## Carriera e ricerca
La ricerca di Hernquist coinvolge le dinamiche delle galassie e l'effetto di un modello guidato dalla fusione per l'evoluzione delle galassie. È un esperto mondiale nella simulazione di fusioni di galassie per dimostrare l'aspetto e la morfologia previsti. Ha definito il "Profilo Hernquist", che è un'espressione analitica per la distribuzione della materia oscura nelle galassie.

### Premi
Hernquist ha ricevuto il Premio Gruber 2020 in Cosmologia insieme a Volker Springel, che insieme hanno reso le simulazioni al computer "uno strumento indispensabile per i cosmologi, consentendo loro di testare le teorie e individuare aree fertili per ulteriori ricerche".